# Ptyctolaemus
Ptyctolaemus – rodzaj jaszczurek z podrodziny Draconinae w obrębie rodziny agamowatych (Agamidae).

## Zasięg występowania
Rodzaj obejmuje gatunki występujące w Azji (Indie, Bangladesz, Bhutan, Chińska Republika Ludowa i Mjanma).

## Systematyka

### Etymologia
Ptyctolaemus: gr. πτυκτος ptuktos „złożony we dwoje, składany, fałdowany”; λαιμος laimos „gardło”.

### Podział systematyczny
Do rodzaju należą następujące gatunki:
- Ptyctolaemus chindwinensis Liu, Hou, Lwin & Rao, 2021
- Ptyctolaemus collicristatus Schulte & Vindum, 2004
- Ptyctolaemus gularis (Peters, 1864)